# Collectors’ Classics, Vols. 1–8
Collectors’ Classics, Vols. 1–8 – zestaw albumów kompilacyjnych wydany w 1951 roku, zawierający utwory wykonane przez Binga Crosby’ego w różnych filmach na przestrzeni lat 1934–1940.

## Utwory

### Bing Crosby, Collectors’ Classics – Vol. 1[3]
| Tytuł                                   | Długość |
| --------------------------------------- | ------- |
| „June in January” (1934)                | 3:13    |
| „Love Is Just Around the Corner” (1934) | 3:00    |
| „With Every Breath I Take” (1934)       | 3:09    |
| „I Wished on the Moon” (1935)           | 3:05    |

| Tytuł                                         | Długość |
| --------------------------------------------- | ------- |
| „Soon” (1935)                                 | 3:01    |
| „Down by the River” (1935)                    | 2:50    |
| „It’s Easy to Remember” (1935)                | 3:15    |
| „Swanee River (The Old Folks At Home)” (1935) | 3:05    |

### Bing Crosby, Collectors’ Classics – Vol. 2[4]
| Tytuł                                                      | Długość |
| ---------------------------------------------------------- | ------- |
| „Without a Word of Warning” (1935)                         | 3:07    |
| „Takes Two to Make a Bargain” (1935)                       | 2:48    |
| „I Wish I Were Aladdin” (1935)                             | 2:59    |
| „From the Top of Your Head to the Tip of Your Toes” (1935) | 3:03    |

| Tytuł                    | Długość |
| ------------------------ | ------- |
| „Two for Tonight” (1935) | 2:56    |
| „Moonburn” (1935)        | 3:10    |
| „My Heart and I” (1935)  | 3:22    |
| „Sailor Beware” (1935)   | 2:52    |

### Bing Crosby, Collectors’ Classics – Vol. 3[5]
| Tytuł                                       | Długość |
| ------------------------------------------- | ------- |
| „I’m an Old Cowhand” (1936)                 | 2:40    |
| „Empty Saddles” (1936)                      | 3:01    |
| „I Can’t Escape from You” (1936)            | 3:12    |
| „The House That Jack Built for Jill” (1936) | 2:45    |

| Tytuł                               | Długość |
| ----------------------------------- | ------- |
| „Pennies from Heaven” (1936)        | 3:08    |
| „Let’s Call a Heart a Heart” (1936) | 3:04    |
| „One, Two, Button Your Shoe” (1936) | 2:50    |
| „So Do I” (1936)                    | 3:10    |

### Bing Crosby, Collectors’ Classics – Vol. 4[6]
| Tytuł                              | Długość |
| ---------------------------------- | ------- |
| „Sweet Leilani” (1937)             | 2:40    |
| „Blue Hawaii” (1937)               | 3:07    |
| „In a Little Hula Heaven” (1937)   | 3:10    |
| „Sweet Is the Word for You” (1937) | 3:13    |

| Tytuł                                 | Długość |
| ------------------------------------- | ------- |
| „The Moon Got in My Eyes” (1937)      | 3:13    |
| „(You Know It All) Smarty” (1937)     | 2:35    |
| „It’s the Natural Thing to Do” (1937) | 3:13    |
| „All You Want to Do Is Dance” (1937)  | 2:51    |

### Bing Crosby, Collectors’ Classics – Vol. 5[7]
| Tytuł                                   | Długość |
| --------------------------------------- | ------- |
| „Small Fry” (1938)                      | 3:06    |
| „Laugh and Call It Love” (1938)         | 2:47    |
| „I’ve Got a Pocketful of Dreams” (1938) | 2:38    |
| „Don’t Let That Moon Get Away” (1938)   | 2:36    |

| Tytuł                                   | Długość |
| --------------------------------------- | ------- |
| „You’re a Sweet Little Headache” (1938) | 2:50    |
| „Joobalai” (1938)                       | 2:52    |
| „I Have Eyes” (1938)                    | 3:00    |
| „The Funny Old Hills” (1938)            | 2:44    |

### Bing Crosby, Collectors’ Classics – Vol. 6[8]
| Tytuł                                                                                          | Długość |
| ---------------------------------------------------------------------------------------------- | ------- |
| „On the Sentimental Side” (1938)                                                               | 2:51    |
| „My Heart Is Taking Lessons” (1938)                                                            | 2:45    |
| „This Is My Night to Dream” (1938)                                                             | 3:08    |
| „Schooldays” / „Sunbonnet Sue” / „Jimmy Valentine” / „If I Were a Millionaire” (medley) (1938) | 3:10    |

| Tytuł                             | Długość |
| --------------------------------- | ------- |
| „An Apple for the Teacher” (1939) | 3:03    |
| „Still the Bluebird Sings” (1939) | 3:37    |
| „A Man and His Dream” (1939)      | 3:02    |
| „Go Fly a Kite” (1939)            | 2:39    |

### Bing Crosby, Collectors’ Classics – Vol. 7[9]
| Tytuł                                      | Długość |
| ------------------------------------------ | ------- |
| „East Side of Heaven” (1939)               | 3:01    |
| „Sing a Song of Sunbeams” (1939)           | 2:50    |
| „That Sly Old Gentleman” (1939)            | 3:01    |
| „Hang Your Heart on a Hickory Limb” (1939) | 2:32    |

| Tytuł                                            | Długość |
| ------------------------------------------------ | ------- |
| „Only Forever” (1940)                            | 3:07    |
| „When the Moon Comes over Madison Square” (1940) | 2:38    |
| „That’s For Me” (1940)                           | 3:05    |
| „Rhythm on the River” (1940)                     | 3:01    |

### Bing Crosby, Collectors’ Classics – Vol. 8[10]
| Tytuł                                       | Długość |
| ------------------------------------------- | ------- |
| „I Haven’t Time to Be a Millionaire” (1940) | 3:09    |
| „April Played the Fiddle” (1940)            | 3:00    |
| „The Pessimistic Character” (1940)          | 2:28    |
| „Meet the Sun Half-Way” (1940)              | 2:34    |

| Tytuł                                              | Długość |
| -------------------------------------------------- | ------- |
| „If I Had My Way” (March 31, 1939)                 | 2:49    |
| „Sweet Potato Piper” (December 15, 1939)           | 2:22    |
| „Too Romantic” (December 15, 1939)                 | 3:09    |
| „The Moon and the Willow Tree” (December 15, 1939) | 3:08    |